# Platymischos corsicae
Platymischos corsicae är en stekelart som först beskrevs av Valemberg 1976.  Platymischos corsicae ingår i släktet Platymischos och familjen brokparasitsteklar. Inga underarter finns listade i Catalogue of Life.